# Пщельник
Пщельник (пол. Pszczelnik, нім. Kuhdamm) — село в Польщі, у гміні Мислібуж Мисліборського повіту Західнопоморського воєводства.
Населення — 194 особи (2011).
У 1975-1998 роках село належало до Гожовського воєводства.

## Демографія
Демографічна структура станом на 31 березня 2011 року:
|          | Загалом | Допрацездатний вік | Працездатний вік | Постпрацездатний вік |
| -------- | ------- | ------------------ | ---------------- | -------------------- |
| Чоловіки | 96      | 18                 | 71               | 7                    |
| Жінки    | 98      | 21                 | 61               | 16                   |
| Разом    | 194     | 39                 | 132              | 23                   |